# Gröna havsoperationen
Gröna havsoperationen, eller på portugisiska Operação Mar Verde, var en sjöburen attack mot Conakryområdet i republiken Guinea. I attacken var någonstans mellan 350 och 420 soldater (såväl portugiser som guineanska separatister) inblandade. Syftet med operationen var att störta Ahmed Sékou Tourés regim, tillfångata ledaren för det Afrikanska partiet för självständighet åt Guinea och Kap Verde (PAIGC) (med Guinea avses i PAIGC:s fall Guinea-Bissau), Amilcar Cabral, förstöra för PAIGC och dess Guineanska supportrar strategiskt viktiga anläggningar samt att befria de portugisiska krigsfångar som hölls i Conakry.
Angriparna drog sig tillbaka efter att ha befriat krigsfångarna, förstört en del av PAIGC:s fartyg och ödelagt det guineanska flygvapnets infrastruktur - men man misslyckades med att tillfångata Amilcar Cabral, ledaren för PAIGC-gerillan, och att störta den guineanske diktatorn Ahmed Sékou Tourés regim.

## Bakgrund
1952 blev Ahmed Sékou Touré ledare för guineas demokratiska parti (PDG). 1957 hölls val i Guinea där PDG vann 56 av 60 parlamentsplatser. Partiet genomförde en folkomröstning september 1958 i vilken resultatet blev en övertygande seger för alternativet omedelbar självständighet, jämfört med alternativet en fortsatt förbindelse med Frankrike. Detta ledde till att Frankrike drog sig ur landet. Den 2 oktober 1958 utropade Guinea sig som en oberoende och suverän republik med Touré som landets president.
Touré stödde Amílcar Cabral och organisationen PAIGC och välkomnade dem till Guinea. PAIGC kämpade för oberoende från Portugal för portugisiska Guinea (idag Guinea Bissau) och Kap Verde. 1961 inledde PAIGC Guinea-Bissaus frigörelsekrig.

## Attacken

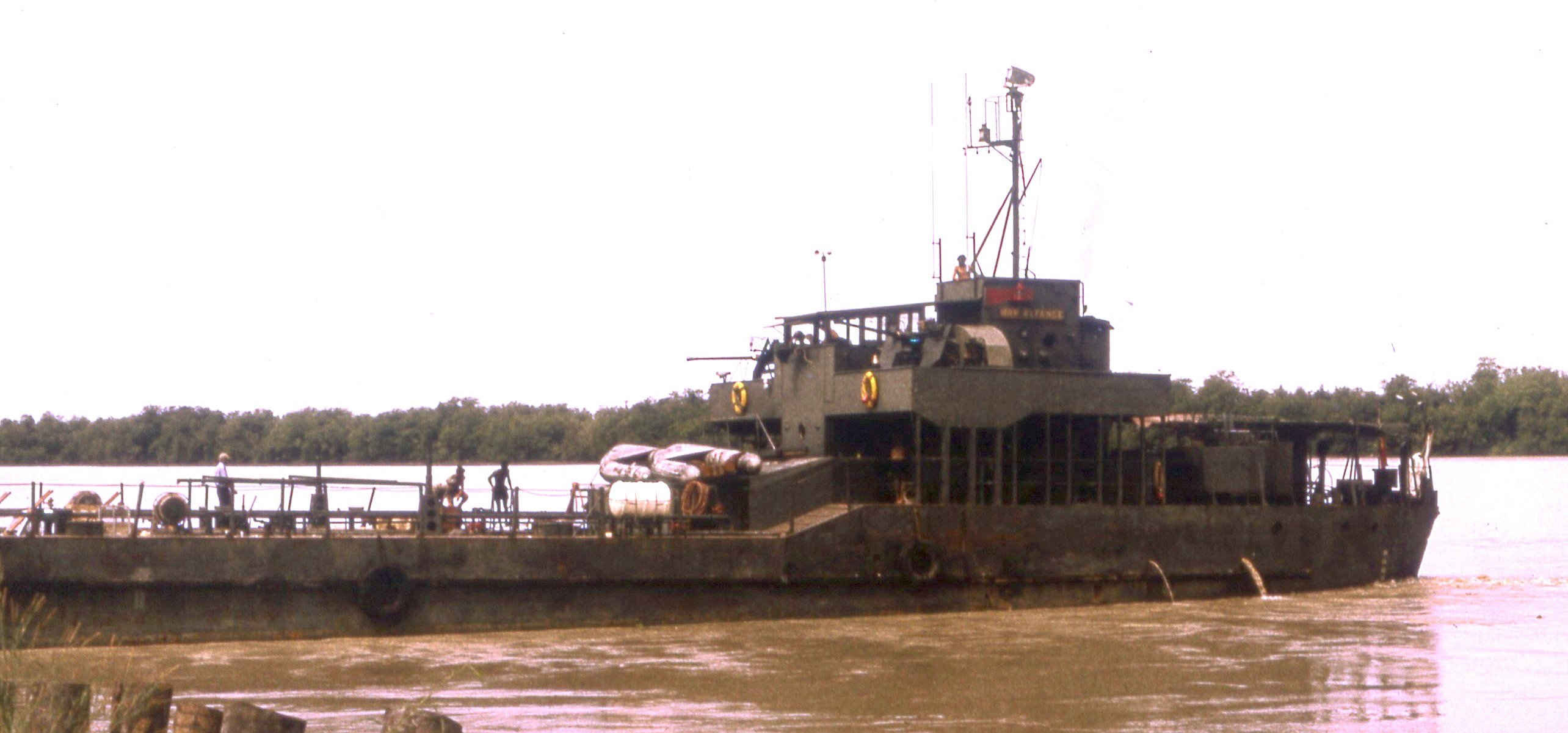
Portugisiska flottans landstigningsfartyg under de portugisiska kolonialkrigen.

Natten mellan 21 och 22 november 1970 landsteg omkring 200 beväpnade soldater av guineansk härkomst - klädda i uniformer liknande de som användes i Guineas armé - samt 220 portugisiska soldater. Soldaterna leddes av portugisiska officerare. Landstigningen skedde från omärkta skepp vid fyra platser omkring huvudstaden Conakry samt nära presidentens sommarresidens. Fyra eller fem transportfartyg tillhörande PAIGC förstördes, liksom presidentens sommarhus som brändes. President Touré var i presidentpalatset när attacken skedde. Andra anfallande soldater tog över två arméposteringar, tog kontroll över stadens huvudkraftverk, tog kontroll över PAIGC:s huvudkvarter (men kunde inte gripa Cabral) samt befriade 26 portugiser som hölls som krigsfångar av PAIGC. Guineas militär gjorde motstånd med liten framgång. Eftersom vare sig Cabral eller Touré kunde gripas, retirerade angriparna efter att enbart ha drabbats av mindre förluster.

## Efterspel

### Utrensningar i Guinea
Inom en vecka efter invasionen hade Touré skapat "Överkommandot" - en kommitté bestående av tio personer. Kommittén bestod av lojala partimedelmmar, och styrde härefter landet med dekret. Överkommandot beordrade mängder av arresteringar, vissa utan rättegång, och avrättningar. Bland de avrättade fanns såväl poliser som offentliganställda. Bland offren fanns chefen för centralbanken samt finansministern Ousmane Baldé. Efter en fem dagars överläggning beordrade den "Högsta Revolutionsdomstolen" den 23 januari 1971 29 avrättningar. Dessa genomfördes tre dagar senare. De portugisiska-afrikanska styrkorna som hoppat av till Guinea dömdes till döden eller till livstids straffarbete. Ett antal fransmän och libaneser dömdes till att förlora all egendom. 
Senare under samma år rensade Touré ut ytterligare ett antal officerare från landets armé. Två år senare rensade han ut ett antal ministrar.

### Internationella reaktioner
Den 8 december 1970 antog FN:s säkerhetsråd resolution 290, vilken kritiserade Portugal för invasionen av Guinea, och krävde att Portugal skulle respektera principen om självbestämmande och oberoende, när det gällde Guinea.  Den 11 december 1970, antog ett enigt OAU en resolution som fördömde invasionen.
Nigeria och Algeriet erbjöd stöd till Guinea och Sovjetunionen skickade krigsskepp till området för att förhindra ytterligare militäroperationer riktade mot Tourés regim och mot PAIGC-fästena i Guinea.

## Vittnesmål från de portugisiska soldaterna
- João Tunes. Guiné 63/74 - DCCXXXII: Onde é que vocês estavam em 22 de Novembro de 1970 ? Luís Graça & Camaradas da Guiné, 4 May 2006. Retrieved 2008-03-18.
- João Tunes. DA HORA DOS AVENTUREIROS, 2 May 2006. Retrieved 2008-03-18.
- Carlos Fortunato. Operação Mar Verde - 22 November 1970, Crónica de Carlos Fortunato, ex-furriel da CCaç. 13. 24 February 2003, revised 21 July 2006. Retrieved 2008-03-18.